# RCM (Panamá)
RCM fue un canal de televisión abierta panameño lanzado en 2000. Era propiedad de Grupo Mix Holding y emitía una programación generalista. Cerro sus operaciones en septiembre de 2012.

## Historia
RCM fue fundado en 2000 por Alfredo Prieto, quien también fundó Cadena Millenium, el primer canal de noticias de Panamá. En junio de 2006, Cadena Millenium decide vender parte de sus canales al empresario Noel Riande, quien las compró por US$20 millones. La venta incluía a RCM, el cual fue renombrado como TVO. 
En diciembre de 2009, Riande decide vender sus canales al Grupo Mix Holding.
A inicios de 2010, el canal nuevamente es relanzado como RCM y con una nueva programación. Además se hicieron importantes inversiones en nuevos equipos, presentadores y la creación de nuevos sets.
La audiencia mejoró, ya que ahora se podían ver programas de entretenimiento, cultura, moda, tecnología, telenovelas, noticias, transmisiones deportivas entre otras cosas en la nueva programación del canal que en sus inicios solo emitía contenido noticioso.
En 2012, algunos accionistas abandonan la junta directiva de la empresa lo que conlleva a una serie de cambios administrativos. Antes de esto ya se tenía conocimiento del cierre del canal debido a que sería adquirido por una nueva empresa.
El 22 de septiembre de 2012 se concretó el cierre con el cese de transmisiones de la señal de RCM.

## Programación

### Noticias
Transmitía diversos noticieros bajo el nombre "RCM Noticias", los cuales contaban con reportes de sus corresponsales en todo el país, información nacional e internacional, deportes, entrevistas y más.
Transmitió algunos programas de opinión e información como;
- Encontremos Soluciones: Conducido por Julio Miller.
- El Madrugonazo: Conducido por Maribel Cuervo de Paredes.

### Entretenimiento y Variedades
Emitió diversos programas de producción nacional realizados por el canal o productoras independientes.
- A gusto: Programa Matutino de Entretenimiento.
- 5/7: Programa de Farándula.
- Boleto de Cine: Programa de Películas.
- El Chantin: Programa Humorístico.
- Patas y Pies: Programa de Animales.
- Un toque de Mujer: Programa Revista Femenina.
- Orgullo Interiorano: Programa de Cultura.
- Es Domingo: Programa de Concursos.
- Digan lo que Quieran: Programa de Comedia.
- Los compadres: Programa de Tradiciones Panameñas.

### Deportes
También transmitió algunos programas y eventos deportivos: 
- En la jugada: Programa panameño de Fútbol.
- Clásicos del Box: Espacio donde se emitían peleas de boxeo de años anteriores.
- Zona Surf: Programa con información del Surf.
- Copa América 2011: Partidos de todo el torneo hasta la final.
- FA Cup: Partidos de final de temporada.
- Liga Colombiana de Futbol: Partidos de la ronda regular e instancias finales.
- Liga Argentina de Futbol: Partidos de la ronda regular e instancias finales.
- Campeonato de Beisbol de Panamá: Partidos de la ronda regular.
- Liga Panameña de Fútbol: Solo partidos de los equipos Chorrillo F.C. y Sporting de San Miguelito.

## Alianzas
RCM mantuvo alianzas con diversos canales para la emisión de contenidos en su pantalla.
- TV Azteca: Diversos programas y telenovelas de este canal eran transmitidos en RCM.
- Telefe Internacional: Diversas novelas de este canal fueron emitidas en RCM.
- Ecuavisa: Algunas novelas de este canal se emitieron en RCM.
- Telecinco: Series de televisión producidas por este medio fueron exhibidas en RCM.